# Нью-Йоркский филармонический оркестр
Нью-Йоркский филармонический оркестр (англ. New York Philharmonic) — один из старейших и крупнейших симфонических оркестров США. Образован в 1842 году в Нью-Йорке, США.

## История оркестра
Оркестр был создан под названием Филармоническое общество независимости и свободы (англ. Philharmonic Society of Independance and Freedom). Его первым президентом стал Юрели Корелли Хилл, он же открыл как дирижёр исполнением Пятой симфонии Бетховена первый концерт оркестра 7 декабря 1842 года; в ходе трёхчасовой программы другими номерами дирижировали Генри Тимм и Дени Этьенн. На протяжении первых лет существования оркестра им постоянно дирижировали семь разных дирижёров, а сам коллектив был организован как своеобразный кооператив: основные вопросы, включая выбор репертуара и дирижёра на данный концерт, решались голосованием, а доходы делились между оркестрантами в конце сезона. Среди наиболее значительных событий этого периода в истории оркестра — американская премьера Девятой симфонии Бетховена в 1846 году; это произведение прочно вошло в репертуар Нью-Йоркского филармонического оркестра — любопытно, что в 1865 году Девятая симфония была исполнена в концерте памяти недавно убитого Авраама Линкольна без последней части, поскольку финальная «Ода к радости» была сочтена неуместной в обстоятельствах траура.
Заслуга вывода оркестра на более основательный профессиональный уровень принадлежит возглавлявшим его в конце XIX века немецким дирижёрам Теодору Томасу и Антону Зайдлю. К этому времени относится, в частности, первая крупная мировая премьера в исполнении оркестра — Симфония Антонина Дворжака «Из Нового света» (16 декабря 1893, Карнеги-Холл, дирижировал Зайдль).
Следующей крупной вехой в истории оркестра можно считать 1909 год, когда он обрёл основательную финансовую базу: созданный нью-йоркскими меценатами гарантийный комитет позволил увеличить количество концертов в сезоне с 18 до 54 и пригласить для руководства оркестром мировую знаменитость первой величины — композитора и дирижёра Густава Малера (сменившего русского дирижёра Василия Сафонова).

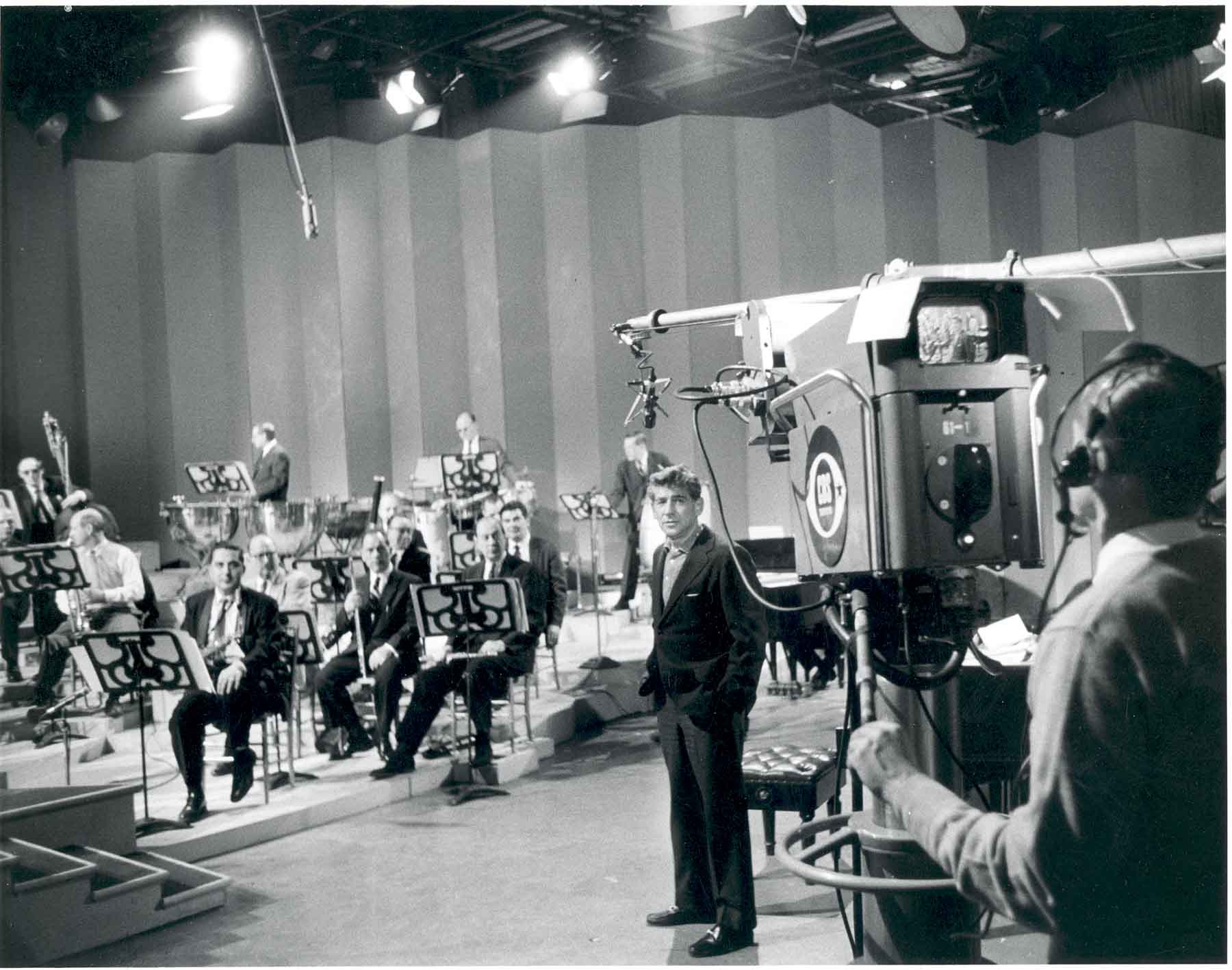
Леонард Бернстайн и музыканты оркестра на репетиции в телевизионной студии (около 1958)

В 1917 году оркестр осуществил свою первую аудиозапись. Последующее десятилетие прошло под знаком борьбы за популяризацию оркестра и академической музыки вообще: был открыт особый цикл концертов с недорогими билетами, в 1924 г. началась специальная программа молодёжных концертов, с 1920 года дирижёр и композитор Генри Хэдли был приглашён для обогащения репертуара произведениями американских композиторов.
В 1928 году Нью-Йоркский филармонический оркестр был объединён с другим крупным коллективом — оркестром Нью-Йоркского симфонического общества; объединённый оркестр возглавил один из крупнейших дирижёров мира Артуро Тосканини. В этом же году начались концерты Нью-Йоркского филармонического оркестра в радиотрансляции, продолжавшиеся на протяжении 38 лет. На рубеже 1950—60-х гг., уже под руководством Леонарда Бернстайна, оркестр приступил и к систематическим телевизионным концертам. Бернстайн также инициировал значительное усиление связи оркестра с современными композиторами, увенчавшееся в 1971 году приглашением возглавить оркестр одному из лидеров мирового музыкального авангарда Пьеру Булезу.

## Руководители оркестра
| - 1842—1849 — Юрели Корелли Хилл - 1849—1854 — Теодор Эйсфельд - 1854—1855 — Теодор Эйсфельд и Генри Тимм - 1855—1856 — Карл Бергман - 1856—1858 — Теодор Эйсфельд - 1858—1859 — Карл Бергман - 1859—1865 — Карл Бергман и Теодор Эйсфельд - 1865—1876 — Карл Бергман - 1876—1877 — Леопольд Дамрош - 1877—1878 — Теодор Томас - 1878—1879 — Адольф Нойендорф - 1879—1891 — Теодор Томас - 1891—1898 — Антон Зайдль - 1898—1902 — Эмиль Паур - 1902—1903 — Вальтер Дамрош - 1906—1909 — Василий Сафонов | - 1909—1911 — Густав Малер - 1911—1923 — Йозеф Странский - 1922—1930 — Виллем Менгельберг - 1928—1936 — Артуро Тосканини - 1936—1941 — Джон Барбиролли - 1943—1947 — Артур Родзинский - 1947—1949 — Бруно Вальтер - 1949—1950 — Леопольд Стоковский - 1949—1958 — Димитрис Митропулос - 1958—1969 — Леонард Бернстайн - 1969—1970 — Джордж Селл - 1971—1977 — Пьер Булез - 1978—1991 — Зубин Мета - 1991—2002 — Курт Мазур - 2002―2009 — Лорин Маазель - 2009—2017 — Алан Гилберт - с 2018 — Яп ван Зведен |

## Интересные факты
26 февраля 2008 года в Пхеньяне в Восточнопхеньянском Большом театре состоялось первое в истории КНДР выступление западного симфонического коллектива, которым стал Нью-Йоркский филармонический оркестр.